# Emma Lewis
Emma Lewis (1931–2013) foi uma ceramista nativo-americana do Pueblo Acoma. Ela era filha da também ceramista Lucy M. Lewis.
O seu trabalho encontra-se incluído nas colecções do Museu de Arte de Seattle, do Museu Peabody de Arqueologia e Etnologia e do Museu do Brooklyn.